# Stříž
Stříž je odborný výraz pro
- stříhání ovčí srsti za účelem získání textilních vláken (angl. sheep shearing, něm. Schafschur)[1]
- vlákna získaná stříháním ovcí, ovčí rouno (angl. sheep fleece, něm. Schafvlies)[2]
- vlákenný materiál vzniklý krácením filamentů (nekonečných umělých vláken) na délky vhodné pro staplové příze (angl. stapel fibers, něm. Stapelfasern) nebo pro netkané textilie[3]
- v myslivecké mluvě znamená výraz stříž ustřelené části peří nebo srsti nalezené na nástřelu[4]

## Stříž ovčí vlny

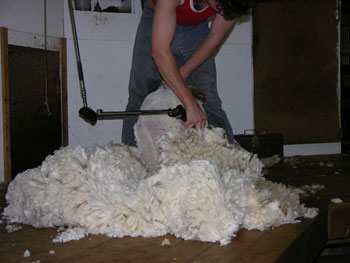
Stříž australských ovcí

Stříhání ovcí se provádí nejčastěji přístroji, které pracují na stejném principu jako kadeřnické nůžky. Jsou poháněny motorem zavěšeným na stěně vedle pracoviště stříhače.
Ovce se stříhají zpravidla dvakrát do roka. Výsledek stříhání – stříž z jedné ovce je celistvé rouno o váze 2–6 kg. Velmi zkušený a zručný pracovník může ostříhat až 20 ovcí za hodinu.
Podobným způsobem jako ovce se stříhají srsti ostatních zvířat, která dávají textilní vlákna.
V 70. a 80. letech 20. století bylo realizováno několik pokusů s mechanizací stříže a s prototypy robotů na stříhání. Čas na stříž jedné ovce se například dal zkrátit na cca 3 minuty, investiční náklady na přístroj však byly vysoké, jejich obsluha těžkopádná a výsledná stříž nepřesná. V 21. století není o mechanizaci stříže nic známo.

## Stříž z umělých vláken

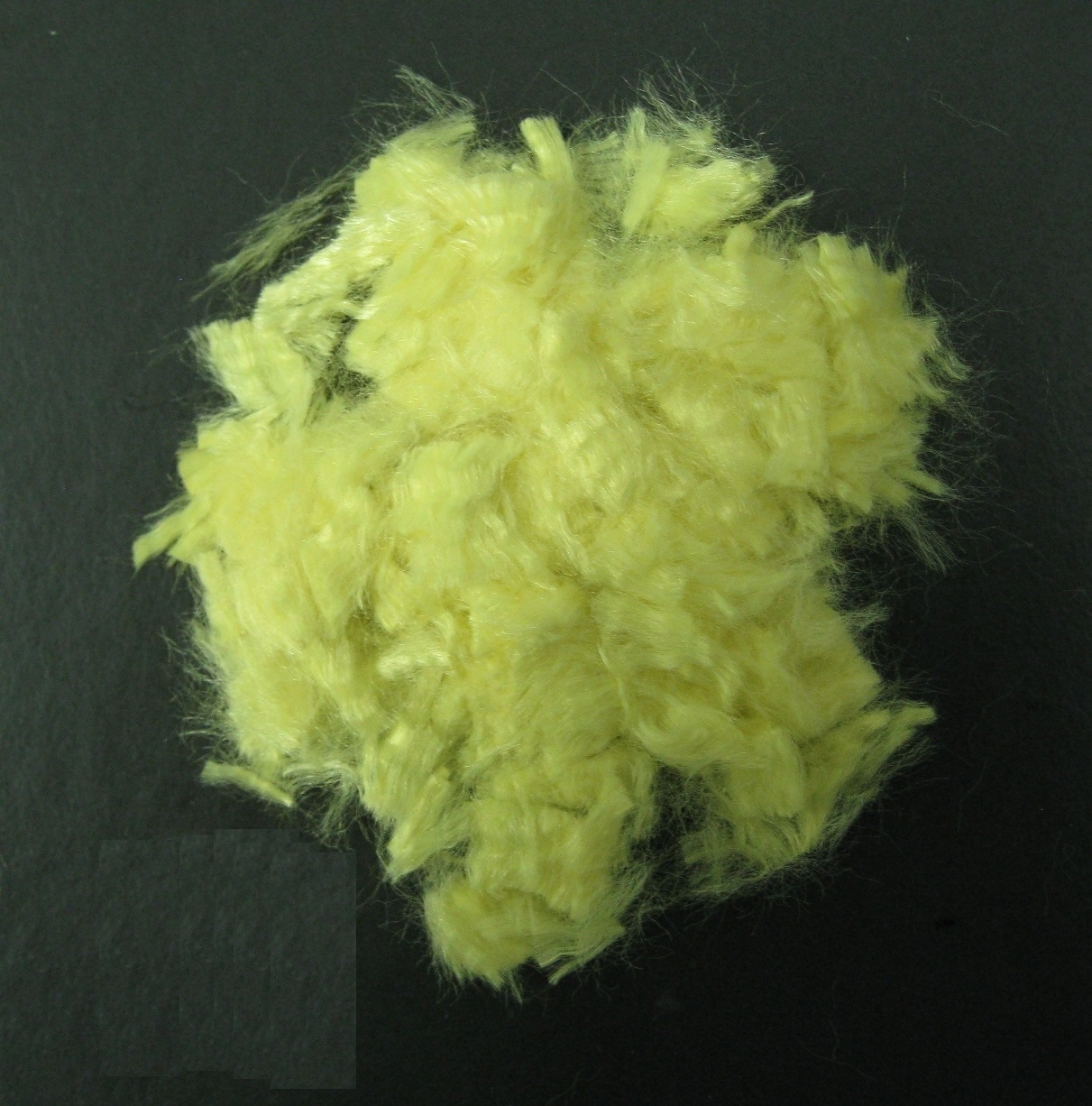
Aramidová stříž

- Umělá vlákna na bavlnářské nebo mykané vlnařské příze a na netkané textilie se řežou nebo sekají na patřičnou délku na stroji, který je většinou součástí zvlákňovacího agregátu. Do stroje se přivádí svazek nekonečných vláken o tloušťce až 400 g/m, který se řeže kotoučovým noži[3] nebo seká na zařízení pracujícím na principu gilotiny. Délka stříže je seřiditelná mezi 3 a 150 mm, všechna vlákna jedné partie jsou stejně dlouhá (obdélníkový stapl).

Ke zpracování v přádelně přichází stříž slisovaná do balíků, zde pak prochází před vlastním předením procesem rozvolňování a mykání (podobně jako přírodní vlákna).
Naprostá většina stříží pro netkané textilie se rovněž rozvolňuje a myká, jen u materiálu kratšího než cca 20 mm se tvoří rouno (bez mykání) na sítových bubnech.
- U umělých vláken na česané příze vlnařského typu se upravuje délka zpravidla zpravidla až v přádelně. Filamenty ve formě kabelu se zde předkládají konvertorům (řezacím, trhacím nebo stříhacím), ze kterých vychází pramen obsahující vlákna různých délek např. od 70 do 120 mm (lichoběžníkový, trojúhelníkový nebo zcela nepravidelný stapl). Konvertorovanému materiálu se odborně říká staplová vlákna (ne stříž). Výsledný pramen se pak zpracovává (bez rozvolňování a mykání) na protahovacích a dalších strojích.[8]
- Textilní polotovary na kompozity se zčásti vyrábí z umělých vláken o délce 5-50 mm. Zde se této „stříži“ říká sekaná nebo diskontinuální vlákna (podle některých odborníků jsou to jen vlákna do 15 mm, zatímco vlákna nad tuto délku se mají označovat jako kontinuální). Materiál se zpracovává z nekonečných vláken na potřebnou délku zpravidla sekáním na speciálním sekacím stroji, na kterém se vlákna sekají a následovně slepují do rouna[9] a nebo mletím na velmi krátká vlákna.[10]

## Stříž z nanovláken

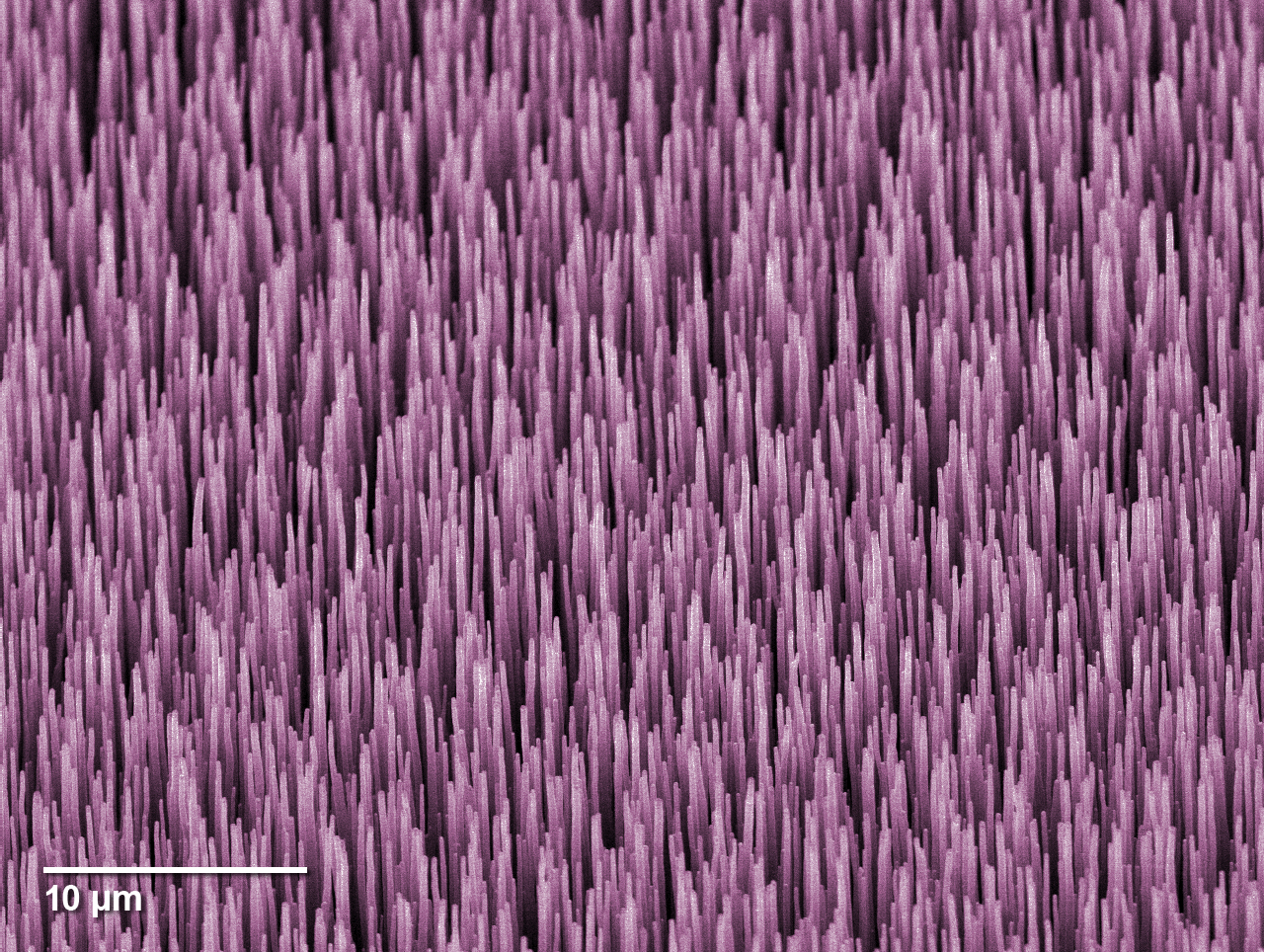
Stříž z uhlíkových nanotrubic s délkou 40 µm, 1000x zvětšeno (NIST 2011)

Stříž z elektrostaticky vyrobených nanovláken je asi od 2. dekády 21. století známá z různých laboratorních pokusů. Zprávy o pokusech popisují techniky stříhání: mechanicky, ultrazvukem, jiskřením aj. Vlákna z PAN, PLA, PI, CA aj s tloušťkou 75 až 3000 nm se stříhala na délky 5-650 µm.
Jako možné použití se udávají: 3D porézní struktury, aerosolové filtry a nanokompozity